# Jany (Ermland-Mazurië)
Jany (Duits: Groß Jahnen) is een plaats in het Poolse woiwodschap Ermland-Mazurië, in het district Gołdapski. De plaats maakt deel uit van de stad- en landgemeente Gołdap.